# Sunes största kärlekar
Sunes största kärlekar är den sjuttonde boken i Suneserien av Anders Jacobsson och Sören Olsson. Den utkom första gången i augusti år 2000, efter att ha skrivits tidigare under året. Boken släpptes inför Bokmässan samma år, och författarna började fundera över att ändra hans utseende.

## Bokomslaget
Bokomslaget visar Sune som sträcker ut armarna, omringad av hjärtan, kärlekssymbolen.

## Handling
Boken handlar om 10-åriga Sune och kärlek, som han skall skriva om i skoltidningen. Reportaget handlar om hur han inte gillar inte tjejer på samma sätt som sin mamma eller glass. Han har skrivit upp en lista på olika sorters kärlekar.
Sune är nu äldre, och mindre skoj och bus och mer allvar. Kompislek med blir inte lika lyckat längre, och under fotbollsmatcher mellan Sverige och andra länder kan vänskap bli till något annat.
Han pratar även med sina gosedjur, och hans osynlige kompis Korvson.

### Fotnoter
1. ↑  ”Sunes största kärlekar” (på engelska). Worldcat. 12 mars 2000. https://www.worldcat.org/search?q=Sunes+st%C3%B6rsta+k%C3%A4rlekar&dblist=638&fq=yr%3A2000&qt=facet_yr%3A. Läst 29 mars 2015.